# عزت العلايلي
عزت العلايلي (15 سبتمبر 1934 - 5 فبراير 2021)، ممثل مصري، ولد في حي باب الشعرية بالقاهرة مثل العديد من الأفلام في السينما المصرية.
ممثل مصري، حاصل على بكالوريوس المعهد العالي للفنون المسرحية عام 1960، لكنه لم يبدأ مسيرته التمثيلية فور تخرجه بسبب رعايته لأخواته الأربعة بعد وفاة والده، فعمل لفترة كمعدّ برامج تلفزيونية، قبل أن تأتيه الفرصة من خلال فيلم (رسالة من امرأة مجهولة) عام 1962 والذي كان بمثابة بدايته السينمائية. تعددت أعماله بعد ذلك ليشارك في عشرات الأعمال ما بين السينما والتلفزيون،
قدّم عزت العلايلي الكثير من الأدوار السينمائية أبرزها «الأرض» و«الاختيار» و«الناس والنيل» ليوسف شاهين، وفيلم «السقا مات» للمخرج الراحل صلاح أبو سيف، كما قدّم أدورا بارزة في التلفزيون كذلك، منها «راس القط» و«بوابة الحلواني».

## أعماله

### المسلسلات
- قيد عائلي:2019
- ستائر الخوف 2014
- نظرية الجوافة 2013
- ربيع الغضب 2013
- ويأتي النهار 2012 (كمال جرجس)
- شادر السمك 2011
- موعد مع الوحوش 2010 (جعفر العرباوي)
- الجماعة 2010 (المستشار عبد الله كساب)
- سنوات الحب والملح 2010
- مسك الليل 2008
- وعادت القلوب 2008 (جمال راشد)
- عسكر وحرامية 2007
- دعوة فرح 2006
- كارنتينا 2005
- ينابيع العشق 2005
- المنصورية 2005
- المهنة طبيب 2004
- عيب يا دكتور 2004
- لقاء السحاب 2004
- خان القناديلي 2003
- أمانة يا ليل 2003 (خليل المصري)
- شاطىء الخريف 2003
- حرس سلاح 2002 (كمال مهران)
- سلم المجد 2000
- الحب والاختيار 2000
- أزمة الدرملي 2000
- احلام مؤجلة 2000 (رشدي زهران)
- ناس من زمن فات 2000
- الحسن البصري 2000
- نور القمر 1999
- نوبة صحيان 1999
- وتمضي الأيام 1998
- عائلة الديناصورات 1998 (يوسف الدويري)
- الشارع الجديد 1997 (علي يونس البقري)
- سنوات الغضب 1996
- النوارس والصقور 1996
- شيء في صدري 1995
- من الذي لا ينساكي 1995
- بوابة الحلواني (ج2، 3) 1994،1997 (أحمد الخازندار)
- رياح الخوف 1994 (ماجد الجبل)
- طارق من السماء 1989
- الطبري 1987 (الإمام الطبري)
- الجسر 1986
- بوابة المتولي 1985 (صالح)
- عبد الله النديم 1982
- اللقاء الأخير 1982 (غريب حسنين منصور)
- وقال البحر 1982
- الباقي من الزمن ساعة 1982
- راس القط 1980
- وآه يا زمن 1977
- الجريمة 1977
- اللص و الكلاب 1975 (سعيد مهران)
- العنكبوت 1973 (راغب دميان)
- العصابة 1970
- ميرامار 1970
- أبداً لن أموت 1969 (حسين ذهني)
- أولاد الحارة (الشيخ عزت)
- زمن الحلم الضائع
- الأرض الطيبة
- الفدان الأخير
- أدهم (أدهم)
- الظلال
- المتهم بريء
- الخط الأبيض
- بنت الحتة 1964 (سليم)[5]

### الأفلام
- تراب الماس 2017 (محروس برجاس)
- جرانيتا 2001 (أبو حسن)
- لا تقتلوا الحب 2000 (الفرماوي)
- الكافير 1999
- الغيبوبة 1998
- طريق الشر 1995 (عادل الديب)
- كلاب المدينة 1995
- الشرسة 1993
- الطريق إلى إيلات 1993 (العقيد راضي قائد العملية)
- الفاس في الرأس 1992 (نجعاوي المركبي)
- 2 ضد القانون 1992 (كمال)
- رجل من نار 1992 (حمدي)
- دسوقي أفندي في المصيف 1992 (دسوقى الدلبشانى)
- رجل في ورطة 1991
- المواطن مصري 1991 (عبد الموجود)
- البريء والجلاد 1991 (حمدي)
- بلاغ للرأي العام 1990 (سامي)
- إعدام قاضي 1990 (رفيق الحناوي)
- ليلة عسل 1990
- انفجار 1990
- عودة الهارب 1990 (كمال)
- المعلمة سماح 1989 (المعلم كمال)
- الحب أيضا يموت 1988 (مراد)
- بستان الدم 1988 (كمال)
- صرخة ندم 1988 (أحمد)
- مخالب امرأة 1988 (بهاء)
- ليلة في شهر 7 1988 (حسن)
- عاد لينتقم 1988 (هاشم)
- الأب الثائر 1988
- بئر الخيانة 1987 (العقيد نادر لاشين)
- غابة من الرجال 1987
- البنديرة 1986
- الهروب من الخانكة 1986 (شريف عبد الله المحامي)
- عذراء وثلاثة رجال 1986 (شكري الضابط)
- لا تدمرني معك 1986 (فارس)
- دقة زار 1986 (مسعود)
- المطاردة الأخيرة 1986
- الطوق والأسورة 1986 (بخيت مصطفى)
- التوت والنبوت 1986 (عاشور الناجي)
- قفص الحريم 1986 (حافظ عبد الجواد العمدة)
- الصبر في الملاحات 1986 (الدكتور يحيى)
- الورثة 1986 (أحمد)
- الإنس والجن 1985 (د.أسامة)
- الطاغية 1985 (جابر الديب)
- المنتقمون 1985 (عباس)
- المجهول 1984 (ناجي)
- القادسية 1981 (سعد بن أبى وقاص)
- أهل القمة 1981 (محمد فوزى)
- وقيدت ضد مجهول 1981
- الأقوياء 1980 (عادل ابن رشدي الباجوري)
- إسكندرية ليه؟ 1979
- سأكتب اسمك على الرمال 1979 (حميد الحاج المأمون)
- خائفة من شيء ما 1979 (رؤوف)
- ولا عزاء للسيدات 1979 (حمدي)
- عيب يا لولو .. يا لولو عيب 1978 (كمال الصحفي)
- أغنية الحب والموت 1978
- السقا مات 1977 (شوشة السقا)
- شلة الأنس 1976 (ليمو)
- على من نطلق الرصاص 1975 (عادل)
- لا تتركني وحدي 1975 (عادل)
- زائر الفجر 1975 (حسن الوكيل وكيل النيابة)
- موديل 1974
- الأبرياء 1974 (ممدوح)
- غرباء 1973
- طاحونة السيد فابر 1973
- ذئاب لا تأكل اللحم 1973 (أنور)
- ذات الوجهين 1973 (وائل)
- أولادنا في لندن 1973 مسرحية
- لحظة حياة 1972
- بنت بديعة 1972 (أحمد)
- الناس والنيل 1972
- الاختيار 1971 ((الاسم الأول سيد) (الاسم الثاني محمود))
- الأرض 1970 (عبد الهادي)
- 3 وجوه للحب 1969
- قنديل أم هاشم 1968
- السيد البلطي 1967
- معسكر البنات 1967
- الرجل المجهول 1965
- الجاسوس 1964
- Cairo 1963 (ضابط شرطة)
- رسالة من امراة مجهولة 1962 (الطبيب)
- بين القصرين 1962
- إلى أين تأخذني هذه الطفلة
- توت عنخ آمون
- من أطلق هذه الرصاصة
- ساعة بعمر إنسان (إسماعيل عبد التواب)

### أخرى
- إيزيس 2010  (مسلسل إذاعي)
- قصص القرآن 2010 (مسلسل إذاعي)
- عيلة البرنس 1998 (مسلسل إذاعي)
- وعادت زوجتي 1995 سهرة تليفزيونية (فوزي الأسيوطي )
- شذى الأندلس 1985 (مسلسل إذاعي)
- الصبر في الملاحات 1984 (مسلسل إذاعي)
- عيد زواج  سهرة تليفزيونية
- من أنا؟  (مسلسل إذاعي)(سالم)
- الكلام المباح (مسلسل إذاعي)
- أهلا يا بكوات 2006 (مسرحية) بدور (نادر)
- وداعا يا بكوات 1997 (مسرحية)
- تمر حنة 1974 (مسرحية)
- العمر لحظة 1974 (مسرحية)
- لعبة كل يوم 1972 (مسرحية)
- الإنسان الطيب (مسرحية)
- خيال الظل (مسرحية)
- ثورة قرية (مسرحية)

## الجوائز والتكريم
1. نال جائزة أحسن ممثل عن فيلم «الطريق إلى إيلات».
2. نال درع تكريمي في مهرجان ART السينمائي لعام 2009
3. حاز على تكريم في مهرجان وهران للفيلم العربي لعام 2017.

## الوفاة
أعلن محمود العلايلي، وفاة والده عزت العلايلي، صباح يوم الجمعة 5 شُباط/فبراير 2021م، الموافق 23 جمادى الآخرة 1442هـ، عن عمر ناهز 86 عاماً.

## روابط خارجية
- عزت العلايلي على موقع IMDb (الإنجليزية)
- عزت العلايلي على موقع الدهليز
- عزت العلايلي على موقع قاعدة بيانات الأفلام العربية
- عزت العلايلي على موقع قاعدة بيانات الفيلم (الإنجليزية)